# Manilkara bidentata
Manilkara bidentata är en tvåhjärtbladig växtart som först beskrevs av A.Dc., och fick sitt nu gällande namn av Auguste Jean Baptiste Chevalier. Manilkara bidentata ingår i släktet Manilkara och familjen Sapotaceae.

## Underarter
Arten delas in i följande underarter:
- M. b. bidentata
- M. b. surinamensis

## Bildgalleri

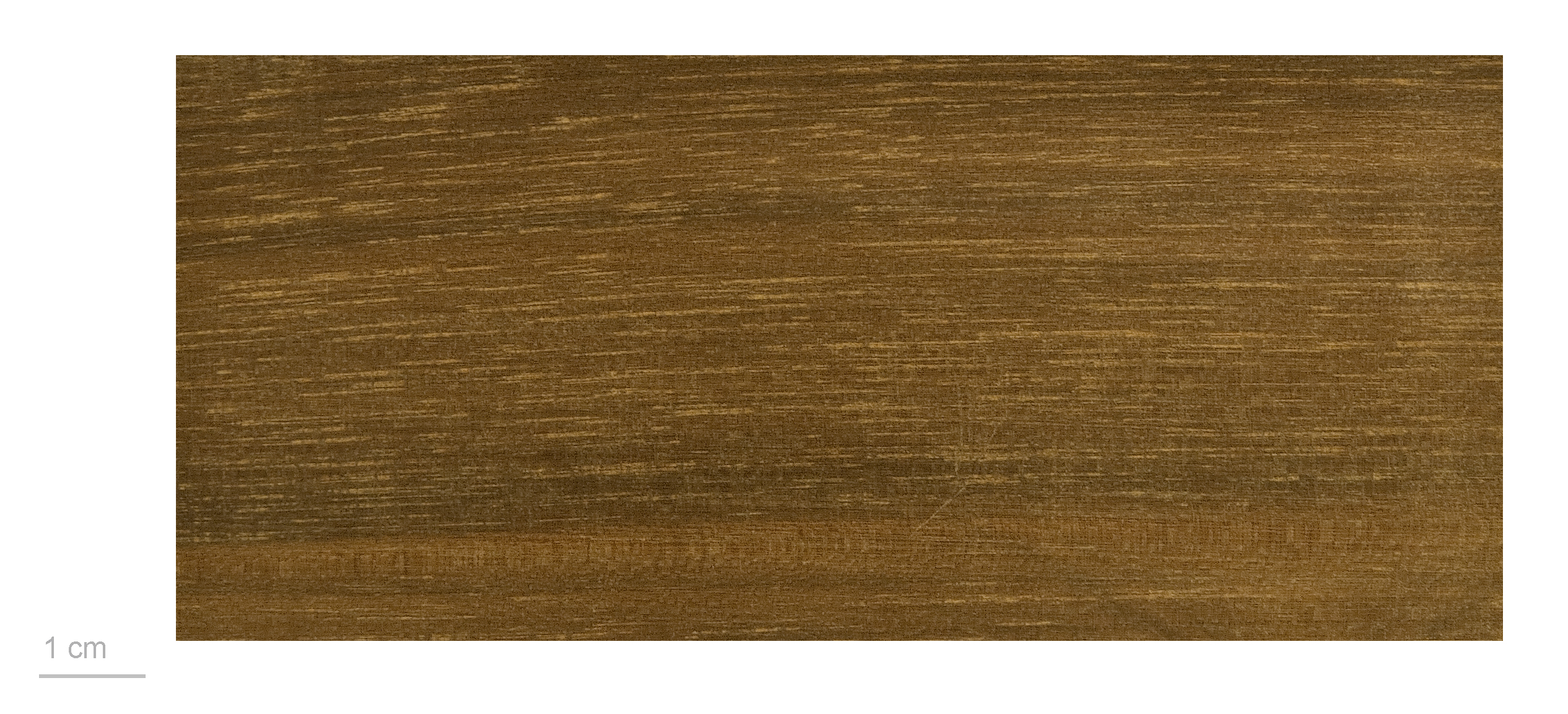
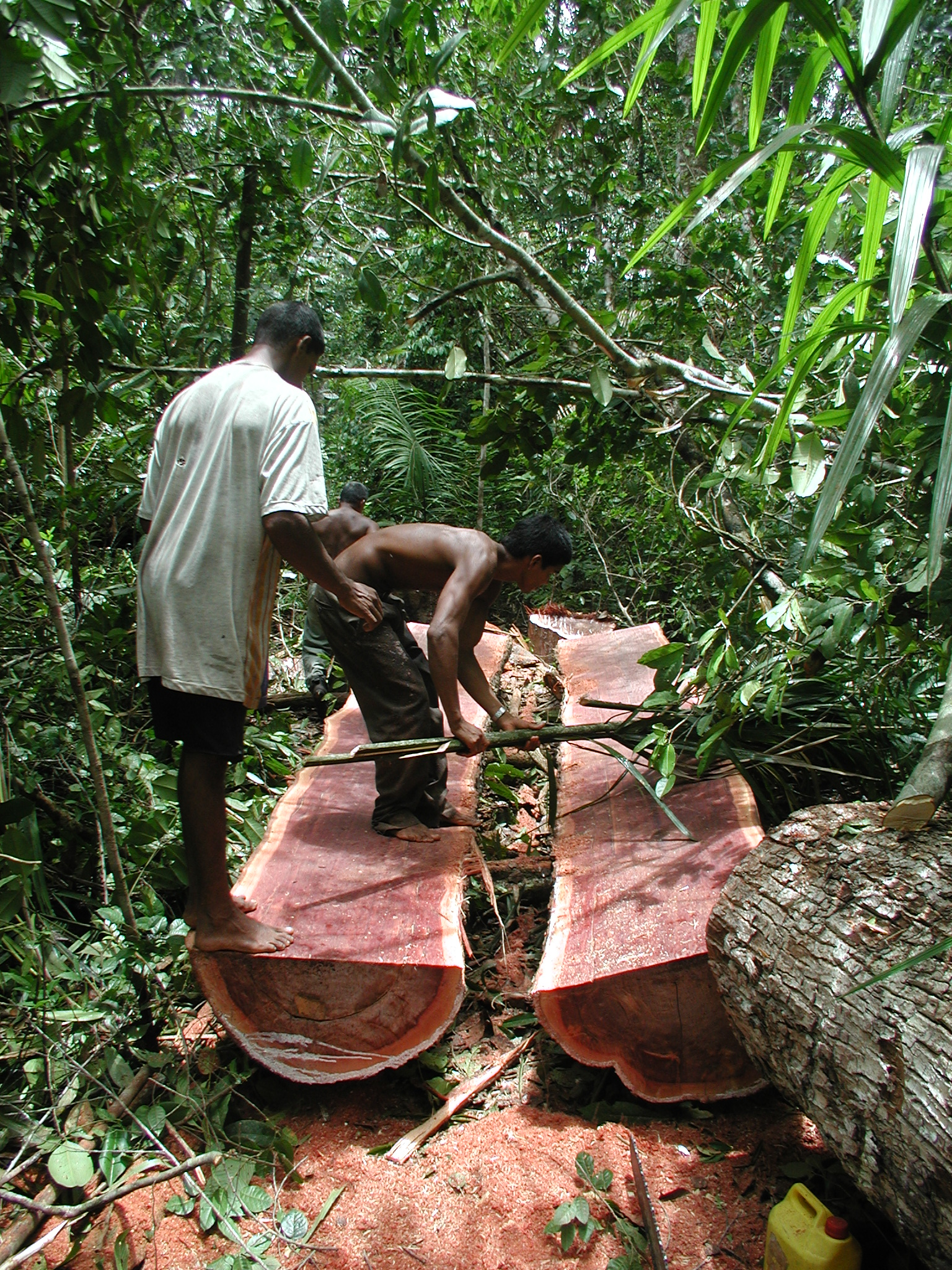
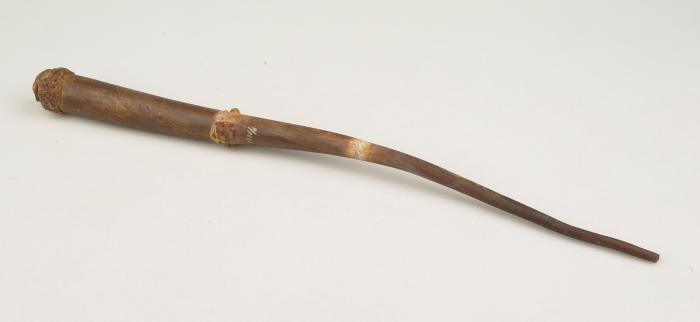